# العلاقات اليمنية الوسط إفريقية
العلاقات اليمنية الوسط أفريقية هي العلاقات الثنائية التي تجمع بين اليمن وجمهورية أفريقيا الوسطى.

## مقارنة بين البلدين
هذه مقارنة عامة ومرجعية للدولتين:
| وجه المقارنة                                              | اليمن                   | جمهورية أفريقيا الوسطى      |
| --------------------------------------------------------- | ----------------------- | --------------------------- |
| المساحة (كم2)                                             | 555.00 ألف              | 622.98 ألف                  |
| عدد السكان (نسمة)                                         | 28.25 مليون             | 4.66 مليون                  |
| الكثافة السكانية (ن./كم²)                                 | 50.9                    | 7.48                        |
| العاصمة                                                   | صنعاء عدن (عاصمة مؤقتة) | بانغي                       |
| اللغة الرسمية                                             | اللغة العربية           | لغة فرنسية، اللغة السانغوية |
| العملة                                                    | ريال يمني               | فرنك وسط أفريقي             |
| الناتج المحلي الإجمالي (بليون دولار)                      | 18.21 مليار             | 1.95 مليار                  |
| الناتج المحلي الإجمالي (تعادل القوة الشرائية) بليون دولار | 75.69 مليار             | 3.03 مليار                  |
| الناتج المحلي الإجمالي الاسمي للفرد دولار أمريكي          | 1.41 ألف                | 323                         |
| الناتج المحلي الإجمالي للفرد دولار أمريكي                 |                         | 594                         |
| مؤشر التنمية البشرية                                      | 0.498                   | 0.350                       |
| رمز المكالمات الدولي                                      | +967                    | +236                        |
| رمز الإنترنت                                              | .ye                     | .cf                         |
| المنطقة الزمنية                                           | ت ع م+03:00             | ت ع م+01:00                 |

## منظمات دولية مشتركة
يشترك البلدان في عضوية مجموعة من المنظمات الدولية، منها:
| علم المنظمة | اسم المنظمة                               | تاريخ انضمام اليمن | تاريخ انضمام جمهورية أفريقيا الوسطى |
| ----------- | ----------------------------------------- | ------------------ | ----------------------------------- |
|             | مؤسسة التنمية الدولية                     | 22 مايو 1970       | 27 أغسطس 1963                       |
|             | الأمم المتحدة                             | 30 سبتمبر 1947     | 20 سبتمبر 1960                      |
|             | منظمة الشرطة الجنائية الدولية             | ?                  | ?                                   |
|             | المركز الدولي لتسوية المنازعات الاستشارية | 20 نوفمبر 2004     | 14 أكتوبر 1966                      |
|             | الاتحاد الدولي للاتصالات                  | 1931               | 2 ديسمبر 1960                       |
|             | البنك الدولي للإنشاء والتعمير             | 3 أكتوبر 1969      | 10 يوليو 1963                       |
|             | الاتحاد البريدي العالمي                   | ?                  | ?                                   |
|             | منظمة حظر الأسلحة الكيميائية              | ?                  | ?                                   |
|             | مؤسسة التمويل الدولية                     | 22 مايو 1970       | 1 أبريل 1991                        |
|             | وكالة ضمان الاستثمار متعدد الأطراف        | 12 مارس 1996       | 8 سبتمبر 2000                       |
|             | يونسكو                                    | 2 أبريل 1962       | 11 نوفمبر 1960                      |